# Rouge de Norvège de l'est
La rouge de Norvège de l'est est une race bovine norvégienne. En norvégien, elle se nomme Østlandsk raudkolle.

## Origine
Elle appartient au rameau des races nordiques. Elle a reçu l'influence de taureaux ayrshire et holstein avant la reconnaissance de la race en 1923. 
L'effectif en 2001 était de 90 femelles et 18 mâles. 100 % de femelles reproduisent en race pure. Elle bénéficie d'un programme de préservation. En 1995, 11 000 paillettes de semence de 13 taureaux avaient été congelées. 

## Morphologie
Elle porte une robe uniforme rouge, même les muqueuses. Elle ne porte pas de cornes. 
C'est une race de grande taille. La vache mesure 135 cm au garrot et pèse 500 kg. 

## Aptitudes
Elle est classée mixte.